# Benevento Calcio
Maillots
Actualités
Le Benevento Calcio est un club de football italien, fondé le 6 septembre 1929 à la suite de la faillite du Sporting Benevento.
Basé à Bénévent, en Campanie, le club évolue lors de la saison 2025-2026 en Serie C.

## Repères historiques
- 1929: Fondation du club sous le nom d'A.C Benevento
- 2016: Promotion en Série B
- 2017: Promotion en Série A
- 2018: Relégation en Série B
- 2020: Promotion en Série A
- 2021: Relégation en Série B
- 2023: Relégation en Série C

### Saison 2017-2018: La montée en Série A, du record de défaites à l'exploit inutile
Le club monte en Serie A pour la saison 2017-2018 mais le début de saison est catastrophique avec 14 défaites lors de ses 14 premiers matchs, il détient désormais le record du plus mauvais départ d'une équipe dans l'histoire de l'élite italienne que détenait le Venezia Calcio depuis 1949 avec 8 défaites au cours des 8 premières journées, ainsi qu'en Europe en détrônant Manchester United lors de la saison 1930-1931 et le Grenoble Foot 38 saison 2009-2010 qui avaient débuté leur championnat avec 12 défaites lors des 12 premières journées. Le club marquera son premier point qu'à l'issue de la 15e journée (match nul 2-2 contre l'AC Milan grâce à un but de la tête à la dernière minute du gardien Alberto Brignoli) et sa toute première victoire à la 19e et dernière journée des matchs allers, en battant le Chievo Vérone sur la plus petite des marges (1-0) grâce à une réalisation de Massimo Coda.
Toutefois grâce à quelques succès bien négociés (contre le Chievo Vérone, l'UC Sampdoria, le FC Crotone, l'Hellas Vérone, l'AC Milan et enfin le Genoa) le club s'évite malgré tout d'être la pire équipe de l'histoire du championnat italien lors d'un classement final détenu par Catania CC lors de la saison 1983-1984 avec une seule et unique victoire (2-0 contre Pise lors de la cinquième journée grâce à un doublé d'Aldo Cantarutti (it)).
Malgré l'arrivée de joueurs expérimentés comme Bakary Sagna et Cheick Diabaté qui se montrera performant (8 buts en 11 matchs dont certains décisifs) mais pas suffisant pour sauver Benevento qui terminera dernier avec six victoires (voir ci-dessus) et trois matchs nuls (contre l'AC Milan, Sassuolo et l'Udinese) et qui réussira un exploit de gagner sur le terrain du Milan AC (0-1), grâce à un but de Pietro Iemmello (en).

### Saison 2019-2020: champions de Serie B
Lors de la saison de 2019-2020, sous les ordres de Filippo Inzaghi, Benevento est promu pour la deuxième fois de son histoire en Serie A. Cette montée est obtenue à l'issue la 31e journée, lors de la victoire contre la Juve Stabia à domicile sur un score de 1 à 0.

### 2020 à 2023 Retour en Serie A et descente en Serie C
Pour son retour en Serie A, le club se classe en milieu de tableau à l'issue de la phase aller mais connaîtra une phase retour plus difficile pour finir 18e et retrouver à nouveau la Serie B, il se classera 7e et échouera en demi-finale des barrages face au Pise SC.
La saison 2022-2023 est laborieuse, le club finira dernier du championnat et descend en Serie C.

## Palmarès
| Compétitions nationales | Compétitions régionales | Compétitions de jeunes |
| --- | --- | --- |
| - Championnat d'Italie - Meilleure performance : 18e en 2021 - Championnat d'Italie D2 - Champion : 2020 - Championnat d'Italie D3 (2) - Champion en 1946 (it) (Groupe D (it) de la Ligue Nationale Centre-Sud (it)) et 2016 (en) (Groupe C (en)) - Championnat d'Italie D4 (3) - Champion en 1960 (it) (Groupe F (it)), 1974 (it) (Groupe G (it)) et 2008 (en) (Groupe C (en)) - Vainqueur des barrages de promotion en 1999 (it) - Championnat d'Italie D5 (1) - Champion en 1991 (it) (Groupe I (it)) - Coupe d'Italie D3 (en) - Finaliste (it) en 2008 (it) - Supercoupe d'Italie D3 - Troisième place en 2016 (it) | - Troisième division (it) (1) - Champion en 1931 (it) (Campanie (it)) - Promozione (en) (1) - Vainqueur en 1956 (it) (Campanie-Molise (it)) | - Championnat National Dante Berretti (en) (1) - Champion en 2009 (Tournoi Lega Pro). - Coupe des jeunes professionnels (it) (1) - Vainqueur en 2010. |

## Identité du club

### Changements de nom
- 1929 - 1938 : Associazione Calcio Benevento
- 1938 - 1941 : Gioventù Italiana Del Littorio Benevento
- 1941 - 1945 : Gruppo Universitario Fascista Benevento
- 1945 - 1953 : Associazione Calcio Benevento
- 1953 - 1963 : Associazione Calcio Sanvito Benevento
- 1963 - 1966 : Società Sportiva Benevento
- 1966 - 1990 : Polisportiva Benevento
- 1990 - 2005 : Football Club Sporting Benevento
- depuis 2005 : Benevento Calcio

## Personnalités du club

### Joueurs
- Dirceu
- Luca Mondini
- Raffaele Palladino
- Vincenzo Riccio
- Massamesso Tchangaï
- Simone Tiribocchi

### Joueurs les plus capés et meilleurs buteurs
| Nationalité | Joueur              | Présences |
| ----------- | ------------------- | --------- |
|             | Graziano Iscaro     | 254       |
|             | Stefano Mastroianni | 230       |
|             | Piergraziano Gori   | 216       |
|             | Roberto Ranzani     | 207       |
|             | Diego Palermo       | 190       |
|             | Cesare Ventura      | 186       |
|             | Giuseppe Orsini     | 171       |
|             | Gianpiero Clemente  | 152       |
|             | Giancarlo Zotti     | 152       |
|             | Mario Massaro       | 147       |
|             | Carmelo Imbriani    | 133       |
|             | Fabio Lucioni       | 110       |

| Nationalité | Joueur             | Buts |
| ----------- | ------------------ | ---- |
|             | Giampiero Clemente | 67   |
|             | Nicola D'Ottavio   | 65   |
|             | Felice Evacuo      | 48   |
|             | Franco Bovio       | 45   |
|             | Giancarlo Zotti    | 30   |
|             | Antonio Di Nardo   | 27   |
|             | Sossio Aruta       | 23   |
|             | Luigi Castaldo     | 23   |
|             | Enrico Polani      | 22   |
|             | Luigi Molino       | 20   |
|             | Fabio Ceravolo     | 20   |
|             | Alessandro Marotta | 20   |